# Tori Black Is Pretty Filthy
 Pour plus de détails, voir Fiche technique et Distribution
Tori Black Is Pretty Filthy est un film pornographique américain de type gonzo réalisé par Mason, produit par Elegant Angel et sorti en 2009. Il est intitulé d'après l'actrice Tori Black. En 2010, le film remporte trois AVN Awards, un XBIZ Award et un F.A.M.E. Award.
Il est suivi par Tori Black Is Pretty Filthy 2.

## Sortie
Le film sort en DVD le 16 septembre 2009. Le DVD comprend plusieurs bonus, dont une séquence de making-of, un diaporama et une bande annonce.

## Scènes
Le film comprend entre autres des scènes de masturbation, de fellation, de pénétration vaginale, de sodomie, de sexe lesbien, de double fellation, de plan à trois et de double pénétration et d'éjaculation faciale.

## Distribution
- Scène 1 : Rebeca Linares, Tori Black, Mark Ashley
- Scène 2 : Tori Black, Manuel Ferrara
- Scène 3 : Marie Luv, Tori Black, Ice Cold
- Scène 4 : Kristina Rose, Tori Black, Manuel Ferrara
- Scène 5 : Tori Black, James Deen, Mick Blue

## Accueil critique
Une critique du magazine AVN donne à Tori Black Is Pretty Filthy la note AAAAA, qualifiant le film de « sortie sensationnelle à ne pas manquer, surtout pour les adeptes de cette beauté naturelle et pour quiconque a une folle envie d'érotisme éblouissant et artistique. »

## Distinctions
| Année | Cérémonie       | Catégorie                       | Acteur(s) nommé(s)                        | Résultat   |
| ----- | --------------- | ------------------------------- | ----------------------------------------- | ---------- |
| 2010  | AVN Awards      | Meilleure sortie gonzo          |                                           | Lauréat    |
| 2010  | AVN Awards      | Meilleure scène de séduction    | Tori Black                                | Lauréat    |
| 2010  | AVN Awards      | Meilleure scène de sexe à trois | Tori Black, Rebeca Linares et Mark Ashley | Lauréat    |
| 2010  | AVN Awards      | Meilleure scène de sexe anal    | Tori Black et Manuel Ferrara              | Nomination |
| 2010  | AVN Awards      | Meilleur réalisateur            | Mason                                     | Nomination |
| 2010  | AVN Awards      | Meilleur packaging              |                                           | Nomination |
| 2010  | AVN Awards      | Meilleure vidéographie          | Mason                                     | Nomination |
| 2010  | XBIZ Awards     | Sortie gonzo de l'année         |                                           | Lauréat    |
| 2010  | XRCO Awards     | Meilleur film gonzo             |                                           | Nomination |
| 2010  | F.A.M.E. Awards | Film gonzo préféré              |                                           | Lauréat    |